# Chilomys
Chilomys — рід мишоподібних гризунів з родини хом'якових.
Розрізнено такі види: 
- Chilomys carapazi, Chilomys fumeus, Chilomys georgeledecii, Chilomys instans, Chilomys neisi, Chilomys percequilloi, Chilomys weksleri[1].